# طاهر (رجل أعمال)
طاهر (بالإندونيسية: Tahir)‏ هو شخصية أعمال إندونيسي، ولد في 26 مارس 1952 في سورابايا في إندونيسيا.